# وادي الحبيشي (بني قيس الطور)

تعديل مصدري - تعديل

وادي الحبيشي هي إحدى قرى عزلة ربع الشمري بمديرية بني قيس الطور التابعة لمحافظة حجة، بلغ تعداد سكانها 230 نسمة حسب تعداد اليمن لعام 2004.